# 10834 Zembsch-Schreve
10834 Zembsch-Schreve eller 1993 VU5 är en asteroid i huvudbältet som upptäcktes den 8 november 1993 av Spacewatch vid Kitt Peak-observatoriet. Den är uppkallad efter Guido Zembsch-Schreve .
Asteroiden har en diameter på ungefär 4 kilometer.